# 逍遥山
逍遥山（ソヨサン、朝鮮語: 소요산）は大韓民国京畿道東豆川市に存在する山である。

## 歴史
- 1981年 国民観光地に指定。